# Taïna Barioz
Taïna Barioz, née le 2 juin 1988 à Papeete, est une skieuse alpine française spécialisée dans le slalom et le slalom géant en activité licenciée au club des Douanes Courchevel. Elle compte deux podiums en coupe du monde.

## Carrière
Taïna Barioz est la fille de Didier Barioz, joueur de hockey sur glace qui a porté les couleurs du Club des patineurs lyonnais dans les années 1970. Elle débute en Coupe du monde en 2006 à l'occasion du slalom géant d'Ofterschwang.  
Sa progression est stoppée en 2007 par une grave blessure : elle se rompt le ligament croisé antérieur du genou droit à la suite d'une chute lors du slalom géant de Cortina d'Ampezzo,.
Elle participe aux Championnats du monde de Val d'Isère en 2009 et se classe onzième du géant. Ses premiers top 10 en coupe du monde sont obtenus en 2009. Elle se classe ainsi cinquième du slalom géant de Cortina d'Ampezzo le 25 janvier puis quatrième du géant d'Åre en Suède le 14 mars. 
Au début de la saison 2009-2010, lors de la tournée nord-américaine, elle connait une nouvelle blessure au genou droit : une entorse du ligament interne. Quelques semaines plus tard, elle s'offre son premier podium en coupe du monde, obtenu le 28 décembre 2009 avec une troisième place lors du slalom géant de Lienz. Elle participe ensuite aux Jeux olympiques de 2010. Alignée en slalom géant, elle occupe la deuxième place à la fin de la première manche. La seconde manche, disputée le lendemain en raison des conditions climatiques ne la voit pas confirmer et elle termine finalement en neuvième position. En fin de saison, elle est treizième du classement du slalom géant de la coupe du monde.
Aux Championnats du monde 2011, elle fait partie de l'équipe de France championne du monde.
À la mi-janvier 2013, Taïna Barioz chute à l'entraînement et se blesse au genou et à la cheville gauche, blessure qui l'oblige à mettre fin à sa saison. 
Taïna Barioz ne figure pas dans la sélection française pour les Jeux olympiques de 2014 de Sotchi. Pendant ces Jeux, Barioz part en Amérique du Nord disputer des courses de niveau FIS. Elle en remporte trois à Sunday River (en).
En mars 2016, elle décroche son deuxième podium en Coupe du monde, finissant deuxième du slalom géant de Saint-Moritz derrière Viktoria Rebensburg.
Le 28 décembre 2016, elle chute lors de la seconde manche du géant de coupe du monde à Semmering, ce qui entraîne une rupture du ligament antérieur droit. Une fois de plus sa saison se termine prématurément.
De nouveau blessée au genou (gauche) en décembre 2018 elle doit mettre un terme à sa saison à peine commencée. Elle annonce sa retraite sportive une fois celle-ci terminée, le 6 mai 2019.

## Palmarès

### Jeux olympiques
| Épreuve / Édition | Vancouver 2010 | Pyeongchang 2018 |
| Slalom géant      | 9e             | 19e              |

### Championnats du monde
| Épreuve / Édition | Val d'Isère 2009 | Garmisch-Partenkirchen 2011 | Beaver Creek 2015 |
| Slalom géant      | 11e              | 10e                         | Abandon           |
| Slalom            | -                | -                           | 26e               |
| Par équipes       | -                | Or                          |                   |

### Coupe du monde
- Meilleur classement général : 39e en 2012.
- 2 podiums.

| Saison / Épreuve | Saison / Épreuve | Général | Général | Descente | Descente | Slalom | Slalom | Slalom géant | Slalom géant | Super G | Super G | Combiné | Combiné |
| ---------------- | ---------------- | ------- | ------- | -------- | -------- | ------ | ------ | ------------ | ------------ | ------- | ------- | ------- | ------- |
| Saison / Épreuve | Saison / Épreuve | Class.  | Points  | Class.   | Points   | Class. | Points | Class.       | Points       | Class.  | Points  | Class.  | Points  |
| 2008             | 2008             | 104e    | 18      | -        | -        | -      | -      | 34e          | 18           | -       | -       | -       | -       |
| 2009             | 2009             | 46e     | 148     | -        | -        | -      | -      | 13e          | 148          | -       | -       | -       | -       |
| 2010             | 2010             | 50e     | 153     | -        | -        | 48e    | 11     | 14e          | 142          | -       | -       | -       | -       |
| 2011             | 2011             | 60e     | 85      | -        | -        | 49e    | 13     | 19e          | 72           | -       | -       | -       | -       |
| 2012             | 2012             | 39e     | 202     | -        | -        | 35e    | 39     | 12e          | 160          | -       | -       | 35e     | 3       |
| 2013             | 2013             | 66e     | 91      | -        | -        | -      | -      | 25e          | 89           | -       | -       | 40e     | 2       |
| 2014             | 2014             | 94e     | 21      | -        | -        | -      | -      | 45e          | 12           | 47e     | 9       | -       | -       |
| 2015             | 2015             | 67e     | 62      | -        | -        | -      | -      | 43e          | 16           | 28e     | 46      | -       | -       |
| 2016             | 2016             | 41e     | 224     | -        | -        | -      | -      | 40e          | 25           | 10e     | 199     | -       | -       |
| 2017             | 2017             | 92e     | 27      | -        | -        | -      | -      | -            | -            | 36e     | 27      | -       | -       |
| 2018             | 2018             | 80e     | 46      | -        | -        | -      | -      | 40e          | 25           | 29e     | 46      | -       | -       |
| 2019             | 2019             | 87e     | 35      | -        | -        | -      | -      | -            | -            | 31e     | 35      | -       | -       |

### Championnats de France
- Championne de France de slalom géant en 2016.
- Vice-championne de France en 2010, 2015 et 2018, 3e en 2009 du slalom géant.
- 3e du slalom en 2009, 2011 et 2016.